# Påsklov

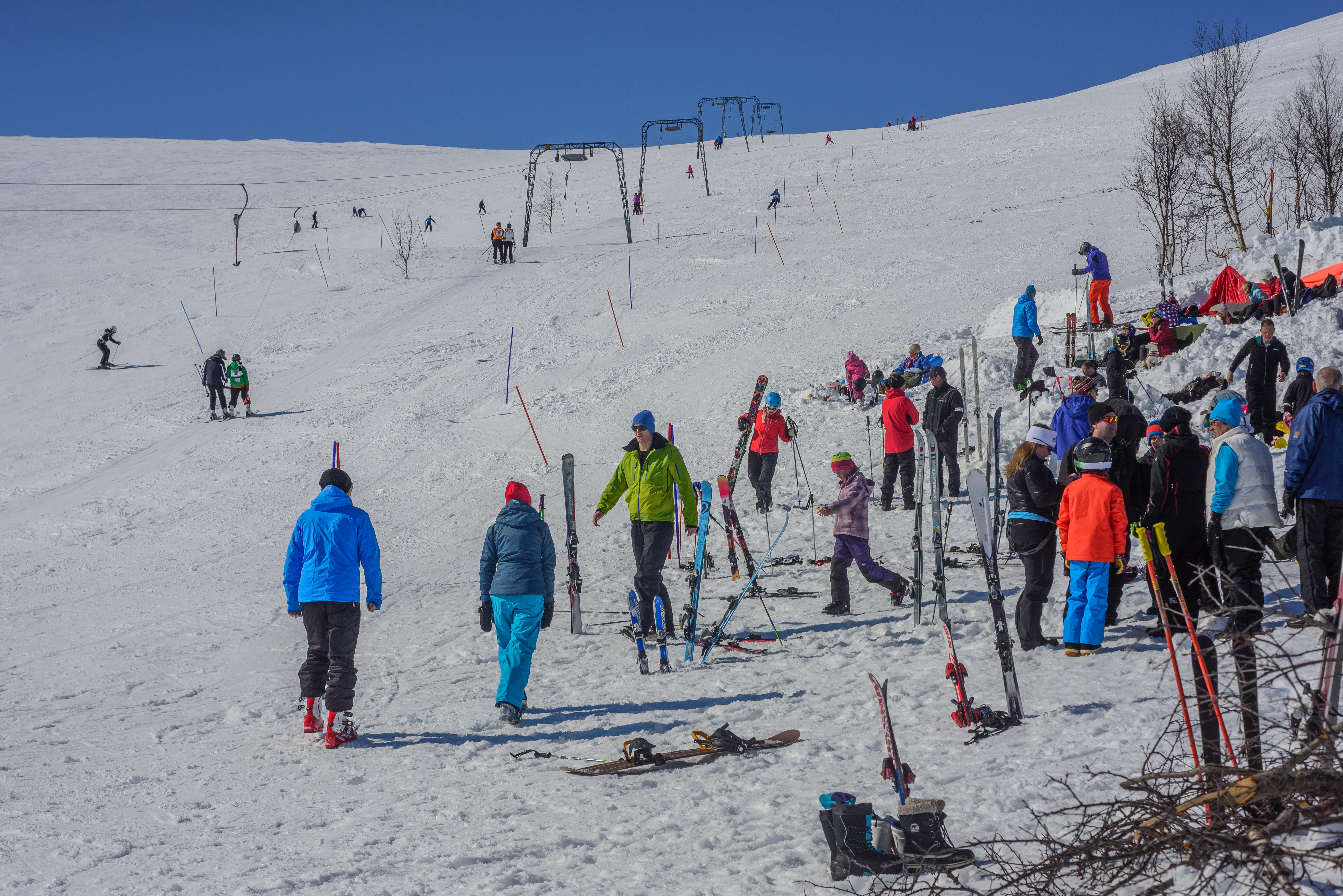
Skidåkning i Ljungdalen påsken 2014.

Påsklov kallas skollov vid påsk i länder med kristna traditioner.

## Sverige
Påsklovet i Sverige brukar omfatta en vecka, antingen veckan före påsk (stilla veckan) eller själva påskveckan, och varierar dels beroende på vilken del av landet studieorten är belägen, dels huruvida påsken infaller tidigt eller sent; om påsken infaller tidigt är det vanligt att lägga påsklovet i påskveckan för att undvika att sportlovet och påsklovet hamnar alltför nära varandra i tiden. Långfredagen och annandag påsk är röda dagar och då håller skolorna vanligtvis stängt. Kommunerna är vid behov skyldiga att erbjuda elever fritids även under skollov, förutom i veckoslut och i samband med helgdagar.